# رون دولينج
رون دولينج (بالإنجليزية: Ron Dowling)‏ هو لاعب كرة قدم أسترالية أسترالي، ولد في 27 يونيو 1913 في Heidelberg, Victoria ‏ في أستراليا، وتوفي في 5 مارس 2005 في ملبورن في أستراليا.

## وصلات خارجية
- رون دولينج على موقع AustralianFootball.com (الإنجليزية)
- رون دولينج على موقع AFLtables.com (الإنجليزية)